# Oldtidsgrave i Bregninge Sogn
Det kulturhistoriske Centralregister har 39 poster omhandlende Bregninge Sogn. Af disse vedrører 13 forhold, der ikke er relateret til oldtidsgrave, og 2 poster er opført som uidentificerbare. Af de resterende meldes 20 at være forsvundet. Det efterlader 4 eksisterende grave/anlæg fra oldtiden i området. 
- Det kulturhistoriske Centralregister om Bregninge Sogn Arkiveret 17. januar 2005 hos  Wayback Machine

## De 4 grave
Rundhøj øst for Grønnegade – SB3
 
På Grønnegadevej ligger 2 rundhøje tæt på vejen. Højen længst mod øst ligger et stykke inde på marken. Den er hævet lidt over terræn, men pløjningen er gået meget tæt på anlægget.
- SB 3

- Se beskrivelse og kort (Webside ikke længere tilgængelig)

Rundhøj øst for Grønnegade – SB6

Mod vest ligger en lidt mindre dysse på flad mark lige op til vejen. 
- SB 6

- Se beskrivelse og kort (Webside ikke længere tilgængelig)

Langhøj ved Lågerup – SB20 

Nord for Lågerup ligger en stor langdysse med et kammer af store sten midt på marken. Dyssen kan ses fra Mallehavevej, Kertevej og fra markvejen mellem Lågerup og landevej 297.

I 1855 var den: Synlig og antagelig ubeskadiget. Tæt nord for Laagerup By en Stendysse circa 24 Alen lang og 12 Alen bred kringsat med temmelig svære Stene. Omtrent i Midten et udgravet Gravkammer, hvor paa 6 større Stene hviler 2 meget store liggestene. I 1879 skrev man: Dysse i firsidet Stenindfatning. Den laa midt i en Hvedemark og var utilgængelig. Se vedlagte ældre Tegning. I 1954: Langdysse, 32 x 13 m, 1.50 m høj, i v.-enden dog noget lavere, afgravet kammer af 6 bæresten, 2 dæksten. Randsten: Ø. 2, s. 7, n. 10, v. 3. Græs i ager. Derefter blev højen besøgt i 1977 og i 1982 hvor der udarbejdedes diverse tegninger og fotografier.
- SB 20
- SB 20
- SB 20

- Se beskrivelse og kort (Webside ikke længere tilgængelig)

Rundhøj – SB7

Lige vest for Grønnegade Kirke i ligger en høj, der med 27 m. over havet sandsynligvis er egnens højeste punkt. Der lå i 1879 en ”Ret anselig Jordhøi, afgravet i den nordlige Side. 8-9 Fod høi, liggende paa et Høidedrag”. I 1954 resterede ”Kun lille stejl Knold, ca. 2 m høj, 7 m i diam” og det nok kun fordi højen i mellemtiden var forsynet med en fredet trigonometrisk station.
- SB 7

- Se beskrivelse og kort (Webside ikke længere tilgængelig)